# قرار مجلس الأمن التابع للأمم المتحدة رقم 272
قرار مجلس الأمن التابع للأمم المتحدة رقم 272، المعتمد في 23 أكتوبر 1969، بشأن الجمعية العامة، بما في ذلك بند يتعلق بتعديل النظام الأساسي لمحكمة العدل الدولية في جدول أعمال دورتها الرابعة والعشرين، يتمتع المجلس بسلطة تقديم توصيات إلى الجمعية بشأن مشاركة الدول الأطراف في النظام الأساسي ولكن ليست أعضاء في الأمم المتحدة وقرر القيام بذلك.
وأوصى المجلس بالسماح لتلك الدول بالمشاركة فيما يتعلق بالتعديلات كما لو كانت أعضاء وبأن التعديلات ستدخل حيز التنفيذ عندما يتم اعتمادها بتصويت ثلثي جميع الدول الأطراف في النظام الأساسي والمصادقة عليها من قبل تلك الدول.
وقد اعتمد القرار بدون تصويت.